# 셰씽양
셰씽양(중국어 간체자: 谢兴阳, 정체자: 謝興陽, 병음: Xiè Xīngyáng, 한자음: 사흥양, 영어: XingYang Xie, 1999년 7월 22일 ~ )은 중국의 배우이다. 소속사는 바이더우터(百德沃特)이다. 팬덤명은 「셰딩」 (谢顶)이며, 상징색은 「활력 블루」 (活力色)이다.  

## 영상 작품

### 드라마
| 방영일          | 방송사        | 프로그램 명칭                                                  | 배역                         | 각주      |
| 2016년 10월 7일 | 아이치이      | 《아불시요괴》 (我不是妖怪) (I'm Not a Monster)                |                              | 조연      |
| 2017년 5월 23일 | 소후 비디오   | 《초급소랑중》 (超级小郎中) (Miracle Healer)                   |                              | 조연      |
| 2019년 7월 10일 | 아이치이      | 《소년강호물어》 (少年江湖物语) (The Birth of The Drama King)  | 소림 (샤오린) (萧林)         | 조연      |
| 2019년 8월 20일 | 텐센트 비디오 | 《김참유하귀간》 (金斩，有何贵干) (Endless Eighteen)           | 김참 (진잔) (金斩)           | 메인 주연 |
| 2020년 4월 20일 | 텐센트 비디오 | 《연애파방열표》 (恋爱播放列表) (LOVE PLAY LIST)               | 백향천 (바이샹츄안) (白向川) | 서브 주연 |
| 2020년 7월 31일 | 아이치이      | 《여차가애적아문》 (如此可爱的我们) (Lovely Us)                | 류고욱 (류까오쉬) (刘高旭)   | 조연      |
| 2020년 9월 17일 | CCTV-1        | 《최미역행자》 (最美逆行者) (Heroes in Harm's Way)             | 유탄 (요우탄) (游坦)         | 조연      |
| 미정            | 아이치이      | 《몽견사자》 (梦见狮子) (Out Of The Dream)                     | 도가 (다오거) (刀哥)         | 서브 주연 |
| 미정            | 아이치이      | 《명천야상견도니》 (明天也想见到你) (Want To See You Tomorrow) |                              | 서브 주연 |

### 영화
| 개봉일          | 제목                                                | 배역                 | 각주      |
| 2016년 9월 18일 | 《소실적330공차》 (消失的330公车) (Dangerous Party) | 이월 (리위에) (李越) | 메인 주연 |
| 2019년 4월 20일 | 《여생》 (余生) (The Rest Of My Life)               | 여락 (위뤄) (余洛)   | 메인 주연 |
| 2019년 9월 29일 | 《여생》 (真相2018) (Dangerous Party 2)             | 이월 (리위에) (李越) | 메인 주연 |